# Neil Rogers
Nelson Roger Behelfer, mais conhecido como Neil Rogers (Rochester, Nova Iorque, 5 de novembro de 1942 - 24 de dezembro de 2010), foi um radialista norte-americano.